# Arethusana albinothellensis
Arethusana albinothellensis är en fjärilsart som beskrevs av Varin 1938. Arethusana albinothellensis ingår i släktet Arethusana och familjen praktfjärilar. Inga underarter finns listade i Catalogue of Life.